# Tinnakorn Asurin
Tinnakorn Asurin (tiếng Thái: ทินกร อสุรินทร์, sinh ngày 19 tháng 2 năm 1990) là một cầu thủ bóng đá người Thái Lan thi đấu ở vị trí hậu vệ trái cho câu lạc bộ Giải bóng đá Ngoại hạng Thái Lan Suphanburi.